# Liatongus indicus
Liatongus indicus là một loài bọ cánh cứng trong họ Bọ hung (Scarabaeidae).